# BR-377
Pour les articles homonymes, voir Route 377.

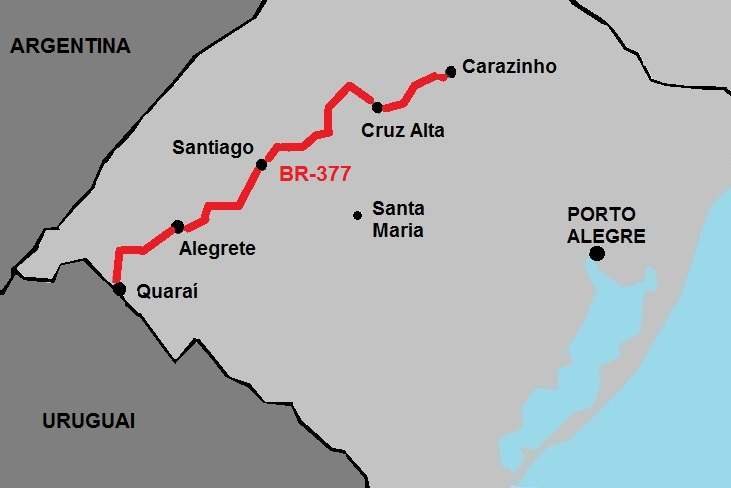
Tracé de la BR-377

La BR-377 est une route fédérale transversale de l'État du Rio Grande do Sul qui débute à Carazinho et s'achève à Quaraí. Elle est en état inégal d'un bout à l'autre de son parcours. La route partage son tracé avec d'autres : BR-285 entre Carazinho et le district de Campinas de la municipalité de Saldanha Marinho – 45 km – ; BR-290 entre Alegrete et Uruguaiana – 69 km. Elle comporte un tronçon soumis à des concessions privées, entre Carazinho et le district de Campinas de Saldanha Marinho – 45 km. Elle a une partie non encore réalisée ou en cours d'achèvement entre Cruz Alta et le district Santa Tecla de la commune de Jóia.
Elle dessert :
- Não-Me-Toque
- Colorado
- Saldanha Marinho
- Santa Bárbara do Sul
- Cruz Alta
- Jóia
- Tupanciretã
- Capão do Cipó
- Santiago
- São Francisco de Assis
- Manoel Viana
- Alegrete
- Uruguaiana

Elle est longue de 498,1 km (y compris les tronçons non construits).